# (649) Josefa
(649) Josefa – planetoida z pasa głównego asteroid okrążająca Słońce w ciągu 4 lat i 25 dni w średniej odległości 2,55 j.a. Została odkryta 11 września 1907 roku w Landessternwarte Heidelberg-Königstuhl w Heidelbergu przez Augusta Kopffa. Nazwa planetoidy pochodzi od germańskiego imienia Josefa. Przed jej nadaniem planetoida nosiła oznaczenie tymczasowe (649) 1907 AF.